# Sínode
Un sínode és una reunió del bisbe amb els seus sacerdots per estudiar els problemes de la vida espiritual i donar vigor a les lleis eclesiàstiques eliminant-ne els abusos, promovent la vida cristiana i fomentant el culte diví i la pràctica religiosa. No sembla que se celebressin de manera regular, tot i l'obligatorietat de convocar-ne un anualment establerta en el Concili d'Osca del 598. Durant l'alta edat mitjana hi ha sínodes com el de Toluges (Elna), de l'any 1027, en el qual es promulgà la Pau i Treva de Déu, o els de Vic, dels anys 1030 i 1033. Amb tot, no s'establiran ni s'organitzaran de manera regular fins al segle xiii.
El sínode dels bisbes és una institució eclesial antiga que fou revitalitzada pel Concili Vaticà II. A diferència dels concilis, que tenen capacitat per definir dogmes i legislar, els sínodes són òrgans consultius i la seva missió principal és assessorar el papa en una determinada qüestió.